# Mostaganem
Mostaganem   este un oraș  în  Algeria. Este reședința  provinciei  Mostaganem.

## Personalități născute aici
- Ahmad Al-Alawi (1869 - 1934), teolog islamic.